# 小白阳墓群
小白阳墓群，位于中国河北省张家口市小白阳村，为张家口市宣化县的一个省级文物保护单位，类型为古墓葬，公布时间为1993年7月15日。
小白阳墓群的历史年代为西周、春秋、战国。